# Нерівність Фішера
Нері́вність Фі́шера — це необхідна умова існування зрівноваженої неповної блок-схеми, тобто системи підмножин, які задовольняють певним умовам, вказаним у комбінаторній математиці. Нерівність описав Рональд Фішер, фахівець з популяційної генетики та статистики, який вивчав планування експерименту, досліджуючи відмінності серед деяких різновидів рослин за різних умов проростання, званих блоками.
Нехай:
- {\displaystyle v} — числом різновидів рослин;
- {\displaystyle b} — числом блоків.

Щоб бути зрівноваженою неповною блок-схемою, необхідно, щоб:
- {\displaystyle k} різних різновидів у кожному блоці, {\displaystyle 1\leqslant k<v}, ніякий різновид не зустрічається в блоці двічі
- будь-які два різновиди зустрічаються разом рівно в {\displaystyle \lambda } блоках
- кожен різновид зустрічається рівно в {\displaystyle r} блоках.

Нерівність Фішера стверджує, що
{\displaystyle b\geqslant v}.

## Доведення
Нехай матриця суміжності {\displaystyle \mathbf {M} } є {\displaystyle v\times b} матрицею, визначеною так, що {\displaystyle \mathbf {M} _{i,j}} дорівнює 1, якщо елемент {\displaystyle i} міститься в блоці {\displaystyle j}, і 0 в іншому разі. Тоді {\displaystyle \mathbf {B} =\mathbf {MM} ^{T}} є {\displaystyle v\times v} матрицею, такою, що {\displaystyle \mathbf {B} _{i,i}=r} і {\displaystyle \mathbf {B} _{i,j}=\lambda } для {\displaystyle i\neq j}. Оскільки {\displaystyle r\neq \lambda ,det(\mathbf {B} )\neq 0}, так що {\displaystyle rank(\mathbf {B} )=v}. З іншого боку, {\displaystyle rank(\mathbf {B} )\leqslant rank(\mathbf {M} )\leqslant b}, так що {\displaystyle v\leqslant b}.

## Узагальнення
Нерівність Фішера істинна для загальніших класів блок-схем. Попарно зрівноважена схема (ПЗС, англ. pairwise balanced design, PBD) — це множина {\displaystyle X} разом із сімейством непорожніх підмножин {\displaystyle X} (які не обов'язково мають бути одного розміру і можуть містити повторення), така, що будь-яка пара різних елементів {\displaystyle X} міститься рівно в {\displaystyle \lambda } (додатне ціле число) підмножин. Множині {\displaystyle X} дозволено бути однією з підмножин і, якщо всі підмножини є копіями {\displaystyle X}, ПЗС називають «тривіальною». Нехай розмір множини {\displaystyle X} дорівнює {\displaystyle v}, а число підмножин у сімействі (з урахуванням кратності) дорівнює {\displaystyle b}.
Теорема: Для будь-якої нетривіальної ПЗС {\displaystyle v\leqslant b}.
Цей результат узагальнює теорему де Брейна — Ердеша: Для ПЗС з {\displaystyle \lambda =1}, яка не має блоків розміру 1 або розміру {\displaystyle v,v\leqslant b}, з рівністю тоді й лише тоді, коли ПЗС є проєктивною площиною або майже пучком (що означає, що рівно {\displaystyle n-1} точок колінеарні).
З іншого боку, 1975 року Рей Чадхурі та Вільсон довели, що в схемі {\displaystyle 2s-(v,k,\lambda )} число блоків не менше ніж {\displaystyle {\binom {v}{s}}}.